# Circuit Goodyear
Der Circuit Goodyear ist eine Teststrecke in Luxemburg, die größtenteils im Gebiet der Gemeinde Colmar-Berg (im Kanton Mersch) liegt (nahe deren Ortschaft Colmar und orographisch rechts der Attert) und mehrfach im Jahr als Motorsport-Rennstrecke für Automobil- und Motorrad-Rundstreckenrennen sowie für Automobil-Slalom-Veranstaltungen genutzt wird. Die vorrangig für Reifentests und Fahrsicherheitstrainings genutzte Strecke befindet sich auf dem Werksgelände des US-amerikanischen Reifenhersteller Goodyear Tire & Rubber Company. Die südlichste Kurve der Strecke, die „Garagen“ Kurve, liegt im Gebiet der Gemeinde Bissen, nahe deren Ortschaft Roost.
Der ansässige „Ecurie Motoclub Goodyear“ veranstaltet hier jährlich die „Goodyear-Trophy“ und das „Goodyear Race-Weekend“.